# نزب
نِزِّب (بالتركية: Nezip) مدينة صغيرة في محافظة عنتاب في جنوب تركيا. تقع على بعد 35 كم شرق عنتاب. تقع ضمن الأقاليم السورية الشمالية التي اقتطعت من سوريا وضمت إلى تركيا في معاهدة لوزان عام 1923. تبعد 25 كم إلى الشمال الغربي من مدينة جرابلس السورية.
وقعت قرب المدينة عام 1839 معركة مهمة بين جيش إبراهيم باشا والجيش العثماني في أواخر حكم محمد علي باشا لسورية.
تقع مدينة نزب شرق مدينة غازي عنتاب، حيث تتوسط الطريق الواصل بين محافظة غازي عنتاب ومحافظة أورفة. يحدها من الشمال مدينة يافيوزلي، أما من الغرب مدينة غازي عنتاب ومدينة أوغزلي، بينما يحدها من الجنوب مدينة قرقمش، أما من الشرق فيحدها نهر الفرات الذي تقع ولاية أورفة وراءه.

## البنية التنظيمية
تتوسط مدينة نزب حالها كحال معظم المدن التركية، ساحة كمال أتاتورك، كما يوجد فيها سوق شعبي للخضروات والألبسة. تتألف مدينة نذب من قسمين؛ قديم وحديث:
- القسم القديم: يقع في الجهة الغربية والشمالية للمدينة، ويضم السوق الشعبي، سوق الخضار، منطقة حافظ باشا، منطقة الإطفائية.
- القسم الحديث: يقع في الجهة الشرقية للمدينة، ويضم منطقة الأمنيات، الملعب، المفتي، منطقة سلطان أيوب.

## السكان
بلغ عدد سكان مدينة نزب حوالي 70,000 نسمة، ينقسمون إلى أغلبية تركية وأقلية عربية وكردية، يعملون في الخدمات والزراعة. يدين معظم أهلها بالإسلام على المذهب السني، وتعتبر مدينة محافظة يلتزم أهلها بالصلاة والحجاب.

## الزراعة
تشتهر مدينة نزب بزراعة الزيتون والفستق الحلبي.

## المشاكل
تعتبر مدينة نزب من المدن التركية التي احتضنت اللاجئين السورين الفارين من الصراع في سوريا وخاصة من الريف الشرقي لمحافظة حلب السورية (الباب ومنبج ودير حافر) بسبب القرب الجغرافي ورخص العقارات وقربها من مدينة عنتاب الصناعية، مما أدى إلى تضاعف اعداد السكان في مدينة نذب، وازدياد البطالة في المدينة.

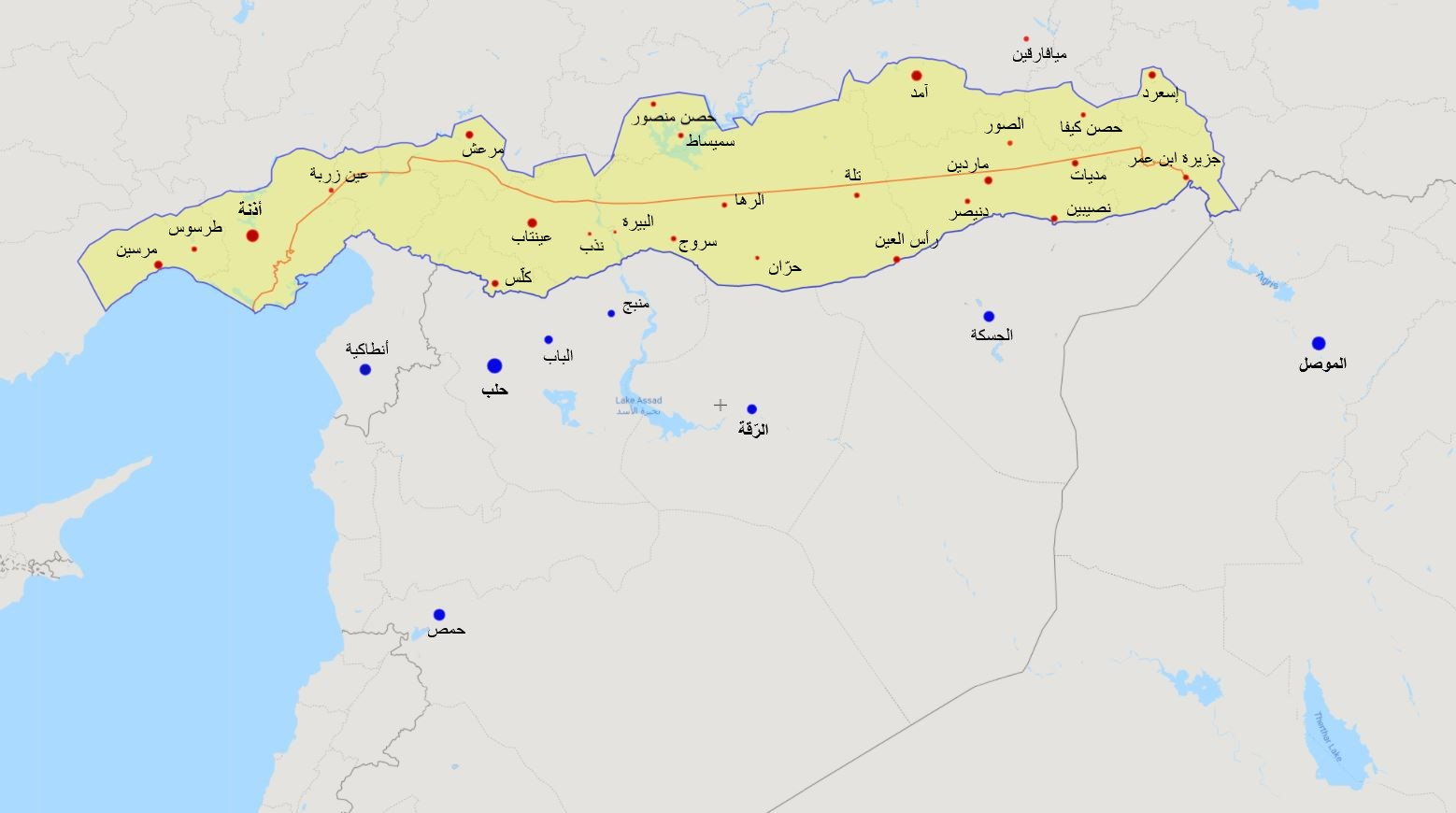
موقع نزب ضمن مدن الأقاليم السورية الشمالية

## أعلام
- محمد جورمز
- عبد الحميد جول
- علي شاهين